# Reino de Lavo
El Reino de Lavo era una entidad política (mandala) en la margen izquierda del río Chao Phraya, en el valle del Alto Chao Phraya desde el fin de la civilización Dvaravati, alrededor del siglo VII, hasta 1388. El centro original de la civilización Lavo era Lavo, la moderna Lopburi, pero la capital se trasladó luego al sur, a Ayodhaya, alrededor del siglo XI, donde se mantuvo y dio origen al reino de Ayutthaya, según el análisis histórico reciente.: 27 

## Historia
Se dice que el legendario primer rey de Lavo, Phraya Kalavarnadit, un gobernante Mon, estableció la ciudad alrededor del año 450 CE como una de las ciudades-estado de Dvaravati. Kalavarnadit estableció una nueva era llamada Chulasakaraj, que fue la era utilizada por los siameses y los birmanos hasta el siglo XIX.
Kalavarnadit utilizó el nombre "Lavo" como nombre del reino, que provenía del nombre hindú "Lavapura", que significa "ciudad de lava", en referencia a la antigua ciudad surasiática de Lavapuri (actual Lahore).
La única lengua nativa encontrada durante los primeros tiempos de Lavo es la lengua Mon. Sin embargo, hay un debate sobre si los Mon eran la única etnia de Lavo. Algunos historiadores señalan que Lavo estaba compuesto de un pueblo mixto de Mon y Lawa (un pueblo de habla paláunguica), con los Mons formando la clase dominante. También se ha planteado la hipótesis de que la migración de los pueblos Tai al valle de Chao Phraya ocurrió durante la época del reino de Lavo. 
El budismo Theravada siguió siendo una creencia importante en Lavo, aunque el hinduismo y el budismo Mahayana del Imperio Jemer ejercieron una considerable influencia. Alrededor de finales del siglo VII, Lavo se expandió hacia el norte. En las Crónicas del Norte de Tailandia, incluyendo la Cāmadevivaṃsa, Camadevi, el primer gobernante del reino Mon de Hariphunchai, se decía que era hijo de un rey Lavo.
Se encuentran pocos registros sobre la naturaleza del reino de Lavo. La mayor parte de lo que sabemos sobre Lavo es por la evidencia arqueológica. Las crónicas de la dinastía Tang registran que el reino Lavo envió tributos a Tang como Tou-ho-lo. En su diario, el monje Xuanzang se refirió a Dvaravati-Lavo como Tou-lo-po-ti, lo que parece hacer eco del nombre Dvaravati, como un estado entre Chenla y el Reino de Pagan. En la dinastía Song Lavo era conocido como Luówō (chino: 羅渦). 

### La dominación Jemer
Jayavarman I o Chenla amplió la influencia Jemer en el valle de Chao Phraya a través de sus campañas alrededor del siglo séptimo. Las ciudades Dvaravati que cayeron bajo la hegemonía Jemer se convirtieron en el reino de Lavo, mientras que las ciudades occidentales se libraron de la hegemonía Jemer y formaron el reino de Suvarnabhumi. Lavo fue el centro desde el cual la autoridad Jemer gobernó sobre Dvaravati Ans.